# Pteralopex anceps
Pteralopex anceps är en däggdjursart som beskrevs av K. Andersen 1909. Pteralopex anceps ingår i släktet Pteralopex och familjen flyghundar. IUCN kategoriserar arten globalt som starkt hotad. Inga underarter finns listade.
Denna flyghund förekommer på västra Salomonöarna. Arten vistas i låglandet och i bergstrakter upp till 1900 meter över havet. Individer upphittades i tropiska skogar och fuktiga bergsskogar.